# Автошлях Р 53
Автошля́х Р 53 — автомобільний шлях регіонального значення на території України. Проходить територією Закарпатської області через Малий Березний — Малий Березний (пункт контролю). Загальна довжина — 3,1 км.

## Маршрут
Автошлях проходить через такі населені пункти:
| Автошлях Р 53                   |     |
| Закарпатська область            |     |
| Великоберезнянський район       |     |
| Малий Березний                  | Н13 |
| Малий Березний (пункт контролю) |     |